# Vernon Dalhart
Vernon Dalhart, (Jefferson, 1883. április 6. – Bridgeport, 1948. szeptember 14.) amerikai „hegylakó” amerikai operaénekes, country-énekes és dalszerző volt. A „Wreck of the Old 97” című klasszikus balladáról készített felvétele volt az első country dal, amelyet állítólag egymillió példányt adtak el, (bár a második világháború előtti felvételek eladási adatait nehéz ellenőrizni).

## Pályafutása
Dalhart a texasi Jeffersonban született. Művésznevét két városról, a texasi Vernonról és Dalhartról vette. Tinédzserként az 1890-es években marhákat terelt. Dalhart apját, Robert Marion Slaughtert sógora, Bob Castleberry ölte meg, amikor Vernon tízéves volt. Amikor Dalhart 12-13 éves kora körül a család Jeffersonból a texasi Dallasba költözött.
Dalhart énekelt, szájharmonikán és zsidó hárfán játszott a helyi közösség rendezvényein, és tanult a Dallas Conservatory of Musicon. 1901-ben feleségül vette Sadie Lee Moore-Livingstont. Két gyermeke született, egy fia és egy lánya. 1910-ben New Yorkba költöztek. Ott egy zongoraraktárban dolgozott és alkalmanként énekesi munkát vállalt.
Dalhart zenei oktatása a klasszikus zenében gyökerezik. Operaénekes szeretett volna lenni. 1913-ban szerepet kapott a Pillangókisasszonyban és egy Arthur Sullivan-operettben. Thomas Alva Edison felvételeket készített az Edison Records számára.
1916-tól 1926-ig több, mint 400 könnyű- klasszikus zenei és korai tánczenekari felvételt készített különböző lemezkiadóknak. 1927 és 1929 között lemezfelvételeket készített a Vernon Dalhart Trióval. Az 1920-as és 1930-as években több mint 5000 78-as kislemezen énekelt számos kiadónál, több mint 100 álnevet használva. Már befutott énekes volt, amikor elkészítette első countryzenei felvételeit.
Dalhartnak volt egy klaszikussá vált slágere az 1924-es „The Wreck of the Old 97” című ballada, amely a 97-es gyorsposta vonat kisiklásáról szól, 1903-ban a virginiai Danville közelében. Ez volt az első déli dal, amely országos sikert aratott. A „The Prisoner's Song” hétmillió példányban kelt el. Az Amerikai Recording Industry Association (RIAA) aranylemezzel jutalmazta. Billboard magazin statisztikusa megírta, hogy a "The Prisoner's Song" volt a  No.1 1925 és 1926 között tizenkét héten át.
Az egyik leginkább Vernon Dalharthoz köthető felvétel − különösen az Egyesült Királyságban) − az 1925-ös „The Runaway Train” című száma volt. 1954 és 1982 között a BBC Rádió „Gyermekkedvencei” című műsorában játszották. Még ma is szinte minden egyesült királyságbeli gyermeklemez-válogatásban szerepel. Örök kedvenc.
Az 1930-as évek végére Dalhart népszerűsége csökkent, és a nagy gazdasági világválság idején elveszítette bevételeinek nagy részét. Végül nyugdíjba vonult. 1940-ben a Connecticut állambeli Bridgeportba költözött, ahol éjszakai portásként dolgozott.
1948-ban meg 65 éves korában.

## Albumok
| Cím                                                               | Év   | Felvétel dátuma | Cimke                 |
| ----------------------------------------------------------------- | ---- | --------------- | --------------------- |
| Old Time Songs: Original 1925-1930 Recordings                     | 1976 | 1930            | Davis Unlimited       |
| 1921-1927                                                         | 1977 | 1927            | Golden Olden Classics |
| The First Singing Cowboy On Records                               | 1978 |                 | Mark56 Records        |
| First Recorded Railroad Songs                                     | 1978 |                 | Mark56 Records        |
| Ballads And Railroad Songs                                        | 1980 |                 | Old Homestead Records |
| On The Lighter Side                                               | 1985 |                 | Old Homestead Records |
| "The Wreck Of The Old 97" And Other Early Country Hits - Vol. III | 1985 |                 | Old Homestead Records |
| Inducted Into The Hall Of Fame 1981                               | 1999 |                 | King Records          |
| Puttin’ On The Style                                              | 2007 |                 | Document Records      |

## Díjak
- Nashville Songwriters Hall of Fame, 1970
- Country Music Hall of Fame, 1981
- Grammy Hall of Fame: „The Prisoner's Song”, 1998
- Hollywood Walk of Fame, 2007
- Songs of the Century: „The Prisoner's Song”
- Grammy Hall of Fame: „Wreck Of The Old 97”, 2021

## Fordítás
- Ez a szócikk részben vagy egészben  a   Vernon Dalhart című angol Wikipédia-szócikk ezen változatának fordításán alapul.  Az eredeti cikk szerkesztőit annak laptörténete sorolja fel. Ez a jelzés csupán a megfogalmazás eredetét és a szerzői jogokat jelzi, nem szolgál a cikkben szereplő információk forrásmegjelöléseként.